# NGC 7532
NGC 7532 é uma galáxia espiral barrada (SB0-a) localizada na direcção da constelação de Pisces. Possui uma declinação de -02° 43' 40" e uma ascensão recta de 23 horas, 14 minutos e 22,2 segundos.
A galáxia NGC 7532 foi descoberta em 1 de Outubro de 1864 por Albert Marth.